# دباغی نعمتی
دباغی‌نعمتی نام روستایی از توابع بخش مرکزی شهرستان جهرم در استان فارس است.